# Episodi di Samurai Rabbit - Le avventure di Usagi (seconda stagione)
La seconda e ultima stagione della serie animata Samurai Rabbit - Le avventure di Usagi, composta da 10 episodi, è stata interamente pubblicata sul servizio di streaming on demand Netflix il 1º settembre 2022.
| nº (serie) | nº (stagione) | Titolo originale           | Titolo italiano                   | Pubblicazione     |
| ---------- | ------------- | -------------------------- | --------------------------------- | ----------------- |
| 11         | 1             | Runaway Training           | Addestramento fuori controllo     | 1º settembre 2022 |
| 12         | 2             | Game Dogs                  | Appassionati di giochi            | 1º settembre 2022 |
| 13         | 3             | The Fuzzy Pony             | Da Pony Pelosetto                 | 1º settembre 2022 |
| 14         | 4             | Adventures in Ninjasitting | Nuove avventure per piccole ninja | 1º settembre 2022 |
| 15         | 5             | Interdimensionals          | Interdimensionali                 | 1º settembre 2022 |
| 16         | 6             | Warbotto                   | Robot da guerra                   | 1º settembre 2022 |
| 17         | 7             | Willow Branch              | Ramo di salice                    | 1º settembre 2022 |
| 18         | 8             | The Chizu Stands Alone     | Chizu è sola                      | 1º settembre 2022 |
| 19         | 9             | Eggs!                      | Uova!                             | 1º settembre 2022 |
| 20         | 10            | Invasion                   | Invasione!                        | 1º settembre 2022 |